# Poecilimon karabukensis
Poecilimon karabukensis är en insektsart som beskrevs av Ünal 2003. Poecilimon karabukensis ingår i släktet Poecilimon och familjen vårtbitare. Inga underarter finns listade i Catalogue of Life.